# Gleipnir
A Gleipnir az a zsinór, amelyikkel Fenrir farkast sikerül megkötözni a skandináv mitológiában. Fenrirnek azt mondják az istenek, hogy játékból akarják megkötözni, s majd elengedik. Először megpróbálták a Læding nevű lánccal, de azt Fenrir rögtön elszakította. Azután egy erősebb lánccal, a Drome-mal próbálkoztak, de azt is elszakította. Ekkor készíttették a gleipnirt a sötét álfokkal, ami olyan vékony volt, mint egy selyemzsinór, de senki a világon nem tudta elszakítani.
A prózai Edda leírása szerint a lánc következőkből készült:
- egy macska lépésének nesze

- egy nő szakálla

- egy hegy gyökerei

- egy medve inai

- egy hal lehelete

- egy madár köpete.
Fenrir gyanút fog és biztosítékként azt követeli, hogy valamelyikük a kezét az ő szájába tegye, amire csak a bátor Tyr mer vállalkozni. Amikor Fenrir rájön, hogy becsapták, leharapja Tyr kezét, de megkötözve marad a Ragnarökig, s csak akkor tud kiszabadulni.
Az Eddában Tandori Dezső fordításában ez áll:
Vonít Garm veszettül

a Gnipa-barlangnál,

törik a bilincs,

s fut Fréki tüstént.
1. ↑  A Fréki itt farkast jelent, és nem az Odin Frekijére utal, hanem Fenrirre

## Fordítás
- Ez a szócikk részben vagy egészben  a   Gleipner című svéd Wikipédia-szócikk fordításán alapul.  Az eredeti cikk szerkesztőit annak laptörténete sorolja fel. Ez a jelzés csupán a megfogalmazás eredetét és a szerzői jogokat jelzi, nem szolgál a cikkben szereplő információk forrásmegjelöléseként.
- Ez a szócikk részben vagy egészben  a   Gleipnir) című angol Wikipédia-szócikk fordításán alapul.  Az eredeti cikk szerkesztőit annak laptörténete sorolja fel. Ez a jelzés csupán a megfogalmazás eredetét és a szerzői jogokat jelzi, nem szolgál a cikkben szereplő információk forrásmegjelöléseként.